# Adrenalin-Autoinjektor

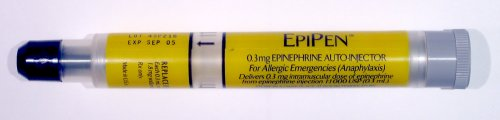
EpiPen-Adrenalin-Autoinjektor

Ein Epinephrin-Autoinjektor (oder Adrenalin-Autoinjektor, auch bekannt unter dem Markennamen EpiPen) ist ein medizinisches Gerät zum schnellen Injizieren einer oder mehrerer abgemessener Dosen Epinephrin (Adrenalin) mittels eines Autoinjektors. Der erste Epinephrin-Autoinjektor kam 1983 auf den Markt. Adrenalin-Autoinjektoren werden insbesondere zur Selbstnothilfe bei bekannten Typ-I-Allergien verwendet, um einen anaphylaktischen Schock zu verhindern.

## Anwendung

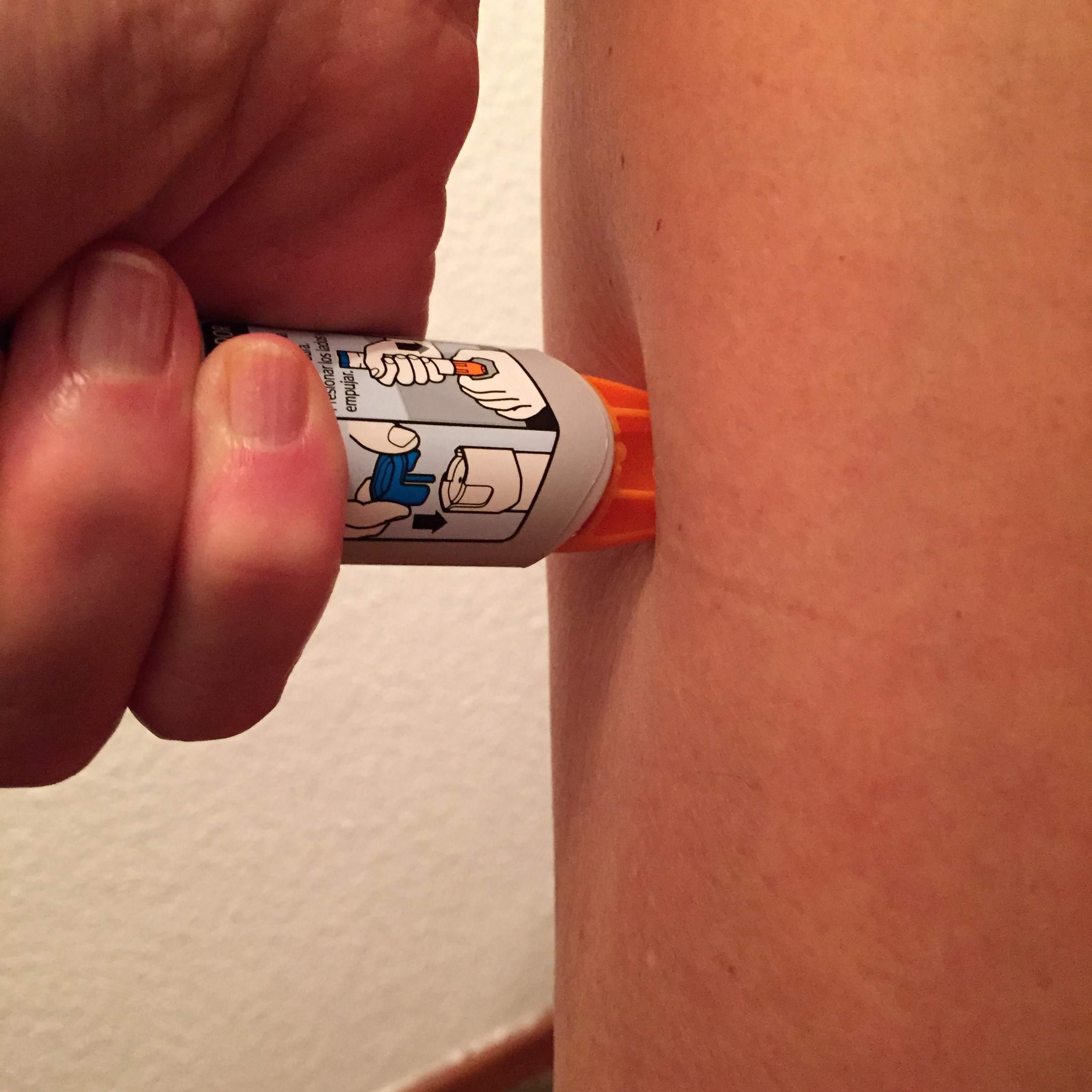
Anwendung eines Autoinjektors am Oberschenkel

Der Injektor dient der einfachen und schnellen Anwendung von Adrenalin als Reaktion auf einen anaphylaktischen Schock. Bei korrekter Anwendung injiziert der Injektor eine bestimmte Menge Adrenalin in die Muskulatur des Oberschenkels, spezifisch den vastus lateralis.
Die übliche Dosis für Erwachsene beträgt 300 Mikrogramm Adrenalin pro Injektor. Die nötige Dosis kann jedoch je nach Patient variieren und sollte deshalb von einem Arzt eingestellt werden.